# Liste der Baudenkmäler in Pfitsch
Die Liste der Baudenkmäler in Pfitsch (italienisch Val di Vizze) enthält die 52 als Baudenkmäler ausgewiesenen Objekte auf dem Gebiet der Gemeinde Pfitsch in Südtirol.
Basis ist das im Internet einsehbare offizielle Verzeichnis der Baudenkmäler in Südtirol. Dabei kann es sich beispielsweise um Sakralbauten, Wohnhäuser, Bauernhöfe und Adelsansitze handeln. Die Reihenfolge in dieser Liste orientiert sich an der Bezeichnung, alternativ ist sie auch nach der Adresse oder dem Datum der Unterschutzstellung sortierbar.

## Liste
| Foto |                 | Bezeichnung                                                                            | Standort                                                                 | Eintragung                   | Beschreibung | Metadaten                                        |
| ---- | --------------- | -------------------------------------------------------------------------------------- | ------------------------------------------------------------------------ | ---------------------------- | --- | ------------------------------------------------ |
| ja   | Datei hochladen | Alte Pfarrkirche St. Jakob in Innerpfitsch ID: 18074                                   | 46° 58′ 7″ N, 11° 36′ 23″ O                                              | 28. Mai 1985 (BLR-LAB 2382)  | Kirche | KG: Pfitsch Bauparzelle: 230 Grundparzelle: 1395 |
| BW   | Datei hochladen | Alter Widum in Innerpfitsch ID: 16465                                                  | 46° 58′ 6″ N, 11° 36′ 10″ O                                              | 28. Mai 1985 (BLR-LAB 2382)  | Widum/Kanonikerhaus | KG: Pfitsch Bauparzelle: 221                     |
| BW   | Datei hochladen | Alter Widum in Kematen ID: 16456                                                       | 46° 57′ 36″ N, 11° 32′ 53″ O                                             | 28. Mai 1985 (BLR-LAB 2382)  | Widum/Kanonikerhaus | KG: Pfitsch Bauparzelle: 14                      |
| ja   | Datei hochladen | Bahnhof Sterzing ID: 50406                                                             | 46° 53′ 44″ N, 11° 26′ 24″ O                                             | 5. Apr. 2004 (BLR-LAB 1083)  | Bahnhofsgebäude, Güterschuppen und Wasserturm; die links in der Spalte Standort stehenden Koordinaten beziehen sich auf das Hauptgebäude, der Güterschuppen befindet sich auf 46° 53′ 45,8″ N, 11° 26′ 21,9″ O, der Wasserturm auf 46° 53′ 47,6″ N, 11° 26′ 21,7″ O. | KG: Wiesen Bauparzelle: 89/2, 89/4, 89/5         |
| BW   | Datei hochladen | Barter mit Zuhaus und Kapelle ID: 16462                                                | 46° 57′ 54″ N, 11° 34′ 31″ O                                             | 28. Mai 1985 (BLR-LAB 2382)  | Ländliches Wohnhaus/Bauernhof | KG: Pfitsch Bauparzelle: 165, 166, 324           |
| BW   | Datei hochladen | Blasig ID: 16467                                                                       | 46° 58′ 20″ N, 11° 37′ 0″ O                                              | 28. Mai 1985 (BLR-LAB 2382)  | Ländliches Wohnhaus/Bauernhof | KG: Pfitsch Bauparzelle: 264                     |
| BW   | Datei hochladen | Eisendle-Kapelle ID: 16472                                                             | 46° 58′ 15″ N, 11° 35′ 47″ O                                             | 28. Mai 1985 (BLR-LAB 2382)  | Kapelle | KG: Pfitsch Bauparzelle: 406                     |
| BW   | Datei hochladen | Flexer in Wiesen ID: 16495                                                             | 46° 54′ 12″ N, 11° 27′ 27″ O                                             | 28. Mai 1985 (BLR-LAB 2382)  | Villa/Sommerfrischhaus | KG: Wiesen Bauparzelle: 124/1                    |
| BW   | Datei hochladen | Graf ID: 16460                                                                         | 46° 57′ 39″ N, 11° 34′ 30″ O                                             | 28. Mai 1985 (BLR-LAB 2382)  | Ländliches Wohnhaus/Bauernhof | KG: Pfitsch Bauparzelle: 153/1                   |
| BW   | Datei hochladen | Gschliesser ID: 16477                                                                  | 46° 54′ 6″ N, 11° 28′ 13″ O                                              | 28. Mai 1985 (BLR-LAB 2382)  | Ländliches Wohnhaus/Bauernhof | KG: Wiesen Bauparzelle: 18                       |
| BW   | Datei hochladen | Häusler in Tulfer ID: 16502                                                            | 46° 54′ 28″ N, 11° 30′ 30″ O                                             | 28. Mai 1985 (BLR-LAB 2382)  | Ländliches Wohnhaus/Bauernhof | KG: Wiesen Bauparzelle: 199                      |
| ja   | Datei hochladen | Heidenschaft ID: 16492                                                                 | 46° 53′ 58″ N, 11° 25′ 57″ O                                             | 24. Aug. 1992 (BLR-LAB 4885) | Ansitz | KG: Wiesen Bauparzelle: 93                       |
| ja   | Datei hochladen | Heilig-Grab-Kapelle bei Schloss Moos ID: 16485                                         | 46° 53′ 53″ N, 11° 26′ 59″ O                                             | 28. Mai 1985 (BLR-LAB 2382)  | Kapelle | KG: Wiesen Bauparzelle: 63                       |
| BW   | Datei hochladen | Hoach in Schmuders ID: 16493                                                           | 46° 54′ 17″ N, 11° 26′ 44″ O                                             | 28. Mai 1985 (BLR-LAB 2382)  | Ländliches Wohnhaus/Bauernhof | KG: Wiesen Bauparzelle: 107                      |
| BW   | Datei hochladen | Jörgenhanshaus ID: 16461                                                               | 46° 57′ 54″ N, 11° 34′ 20″ O                                             | 28. Mai 1985 (BLR-LAB 2382)  | Ländliches Wohnhaus/Bauernhof | KG: Pfitsch Bauparzelle: 164/1                   |
| BW   | Datei hochladen | Kachler ID: 16478                                                                      | 46° 54′ 3″ N, 11° 28′ 14″ O                                              | 28. Mai 1985 (BLR-LAB 2382)  | Ländliches Wohnhaus/Bauernhof | KG: Wiesen Bauparzelle: 28                       |
| BW   | Datei hochladen | Kapelle beim Dax ID: 16471                                                             | 46° 57′ 49″ N, 11° 34′ 10″ O                                             | 28. Mai 1985 (BLR-LAB 2382)  | Kapelle | KG: Pfitsch Bauparzelle: 401                     |
| BW   | Datei hochladen | Kapelle in Unterholz ID: 18073                                                         | 46° 58′ 39″ N, 11° 37′ 44″ O                                             | 28. Mai 1985 (BLR-LAB 2382)  | Kapelle | KG: Pfitsch Bauparzelle: 285                     |
| BW   | Datei hochladen | Kircher in Kematen ID: 16454                                                           | 46° 57′ 33″ N, 11° 32′ 38″ O                                             | 28. Mai 1985 (BLR-LAB 2382)  | Ländliches Wohnhaus/Bauernhof | KG: Pfitsch Bauparzelle: 4                       |
| BW   | Datei hochladen | Knoll ID: 16474                                                                        | 46° 54′ 7″ N, 11° 27′ 53″ O                                              | 28. Mai 1985 (BLR-LAB 2382)  | Ländliches Wohnhaus/Bauernhof | KG: Wiesen Bauparzelle: 6/1                      |
|      | Datei hochladen | Lodner ID: 16479                                                                       | KG: Wiesen Bauparzelle: 37 (Stand zum Zeitpunkt der Unterschutzstellung) | 28. Mai 1985 (BLR-LAB 2382)  | Ländliches Wohnhaus/Bauernhof | KG: Wiesen Bauparzelle: 37                       |
| BW   | Datei hochladen | Mair in Tulfer ID: 16504                                                               | 46° 54′ 5″ N, 11° 29′ 57″ O                                              | 28. Mai 1985 (BLR-LAB 2382)  | Ländliches Wohnhaus/Bauernhof | KG: Wiesen Bauparzelle: 180                      |
| BW   | Datei hochladen | Marienkapelle in Schmuders ID: 16494                                                   | 46° 54′ 17″ N, 11° 26′ 51″ O                                             | 28. Mai 1985 (BLR-LAB 2382)  | Kapelle | KG: Wiesen Bauparzelle: 112                      |
| ja   | Datei hochladen | Marienkapelle in Tulfer ID: 16501                                                      | 46° 54′ 27″ N, 11° 30′ 28″ O                                             | 28. Mai 1985 (BLR-LAB 2382)  | Kapellenbau in barocken Stilformen, um 1675 errichtet. Fassadendachreiter, Tonnengewölbe auf Pilastern, Rundbogentür, -fenster. | KG: Wiesen Bauparzelle: 198                      |
| BW   | Datei hochladen | Micheler in Tulfer ID: 16499                                                           | 46° 54′ 23″ N, 11° 30′ 32″ O                                             | 28. Mai 1985 (BLR-LAB 2382)  | Ländliches Wohnhaus/Bauernhof | KG: Wiesen Bauparzelle: 194                      |
| BW   | Datei hochladen | Oberberger ID: 16463                                                                   | 46° 58′ 6″ N, 11° 35′ 28″ O                                              | 28. Mai 1985 (BLR-LAB 2382)  | Ländliches Wohnhaus/Bauernhof | KG: Pfitsch Bauparzelle: 194                     |
| BW   | Datei hochladen | Oberholz ID: 16468                                                                     | 46° 58′ 38″ N, 11° 37′ 41″ O                                             | 28. Mai 1985 (BLR-LAB 2382)  | Ländliches Wohnhaus/Bauernhof | KG: Pfitsch Bauparzelle: 281                     |
| BW   | Datei hochladen | Öttlhof in Afens ID: 50190                                                             | 46° 54′ 59″ N, 11° 31′ 8″ O                                              | 3. März 1997 (BLR-LAB 760)   | Ländliches Wohnhaus/Bauernhof | KG: Wiesen Bauparzelle: 157                      |
| BW   | Datei hochladen | Penzelkirchl in Tulfer ID: 16498                                                       | 46° 54′ 0″ N, 11° 30′ 2″ O                                               | 23. Aug. 1988 (BLR-LAB 5421) | Kapelle | KG: Wiesen Bauparzelle: 177                      |
| ja   | Datei hochladen | Pfarrkirche Heilig Kreuz mit Mariahilfkapelle, Friedhofskapelle und Friedhof ID: 16473 | 46° 54′ 0″ N, 11° 27′ 33″ O                                              | 28. Mai 1985 (BLR-LAB 2382)  | Kirche | KG: Wiesen Bauparzelle: 1, 3 Grundparzelle: 22   |
| ja   | Datei hochladen | Pfarrkirche St. Jakob in Innerpfitsch ID: 16466                                        | 46° 58′ 8″ N, 11° 36′ 10″ O                                              | 28. Mai 1985 (BLR-LAB 2382)  | Kirche | KG: Pfitsch Bauparzelle: 226 Grundparzelle: 1382 |
| ja   | Datei hochladen | Pfarrkirche St. Nikolaus mit Friedhof in Außerpfitsch (Kematen) ID: 16453              | 46° 57′ 32″ N, 11° 32′ 37″ O                                             | 28. Mai 1985 (BLR-LAB 2382)  | Kirche | KG: Pfitsch Bauparzelle: 1 Grundparzelle: 1, 44  |
| BW   | Datei hochladen | Pfarrwidum ID: 16481                                                                   | 46° 54′ 1″ N, 11° 27′ 41″ O                                              | 28. Mai 1985 (BLR-LAB 2382)  | Widum/Kanonikerhaus | KG: Wiesen Bauparzelle: 50                       |
| BW   | Datei hochladen | Pichler in Flains ID: 16489                                                            | 46° 53′ 55″ N, 11° 26′ 28″ O                                             | 28. Mai 1985 (BLR-LAB 2382)  | Ländliches Wohnhaus/Bauernhof | KG: Wiesen Bauparzelle: 79                       |
| BW   | Datei hochladen | Radl in Flains ID: 16487                                                               | 46° 53′ 55″ N, 11° 26′ 39″ O                                             | 28. Mai 1985 (BLR-LAB 2382)  | Ländliches Wohnhaus/Bauernhof | KG: Wiesen Bauparzelle: 71/1                     |
| BW   | Datei hochladen | Ralser in Afens ID: 16496                                                              | 46° 54′ 53″ N, 11° 30′ 34″ O                                             | 23. Aug. 1988 (BLR-LAB 5418) | Ländliches Wohnhaus/Bauernhof | KG: Wiesen Bauparzelle: 136, 137                 |
| BW   | Datei hochladen | Saxl ID: 16484                                                                         | 46° 54′ 5″ N, 11° 27′ 7″ O                                               | 28. Mai 1985 (BLR-LAB 2382)  | Ländliches Wohnhaus/Bauernhof | KG: Wiesen Bauparzelle: 59                       |
| ja   | Datei hochladen | Schloss Moos ID: 16482                                                                 | 46° 54′ 2″ N, 11° 27′ 1″ O                                               | 13. Jan. 1951 (MD)           | Burg/Schloss | KG: Wiesen Bauparzelle: 55/1                     |
| ja   | Datei hochladen | Schutzengelkapelle in Afens ID: 16497                                                  | 46° 55′ 0″ N, 11° 30′ 50″ O                                              | 28. Mai 1985 (BLR-LAB 2382)  | Kapelle | KG: Wiesen Bauparzelle: 139                      |
| ja   | Datei hochladen | Sebastianskapelle in Fussendraß ID: 16458                                              | 46° 56′ 56″ N, 11° 32′ 19″ O                                             | 28. Mai 1985 (BLR-LAB 2382)  | Kapelle | KG: Pfitsch Bauparzelle: 60                      |
| BW   | Datei hochladen | St. Johannes der Täufer in Flains ID: 16486                                            | 46° 53′ 53″ N, 11° 26′ 37″ O                                             | 28. Mai 1985 (BLR-LAB 2382)  | Kirche | KG: Wiesen Bauparzelle: 66                       |
| BW   | Datei hochladen | Strobl in Flains ID: 16490                                                             | 46° 53′ 58″ N, 11° 26′ 28″ O                                             | 28. Mai 1985 (BLR-LAB 2382)  | Ländliches Wohnhaus/Bauernhof | KG: Wiesen Bauparzelle: 82                       |
| BW   | Datei hochladen | Thommann ID: 16459                                                                     | 46° 57′ 41″ N, 11° 33′ 33″ O                                             | 28. Mai 1985 (BLR-LAB 2382)  | Ländliches Wohnhaus/Bauernhof | KG: Pfitsch Bauparzelle: 119                     |
| BW   | Datei hochladen | Tratter ID: 16475                                                                      | 46° 54′ 9″ N, 11° 27′ 55″ O                                              | 28. Mai 1985 (BLR-LAB 2382)  | Ländliches Wohnhaus/Bauernhof | KG: Wiesen Bauparzelle: 8                        |
| BW   | Datei hochladen | Tummeler in Tulfer ID: 16500                                                           | 46° 54′ 28″ N, 11° 30′ 31″ O                                             | 28. Mai 1985 (BLR-LAB 2382)  | Ländliches Wohnhaus/Bauernhof | KG: Wiesen Bauparzelle: 197                      |
| BW   | Datei hochladen | Turner ID: 16480                                                                       | 46° 54′ 2″ N, 11° 27′ 49″ O                                              | 28. Mai 1985 (BLR-LAB 2382)  | Ländliches Wohnhaus/Bauernhof | KG: Wiesen Bauparzelle: 42                       |
| BW   | Datei hochladen | Unterberger ID: 16464                                                                  | 46° 58′ 6″ N, 11° 35′ 30″ O                                              | 28. Mai 1985 (BLR-LAB 2382)  | Ländliches Wohnhaus/Bauernhof | KG: Pfitsch Bauparzelle: 199                     |
| BW   | Datei hochladen | Vituskapelle in Stein (Fenner-Parter-Kapelle) ID: 16470                                | 46° 58′ 47″ N, 11° 38′ 3″ O                                              | 23. Aug. 1988 (BLR-LAB 5418) | Kapelle | KG: Pfitsch Bauparzelle: 299/1                   |
| BW   | Datei hochladen | Volgger in Kematen ID: 16455                                                           | 46° 57′ 32″ N, 11° 32′ 41″ O                                             | 28. Mai 1985 (BLR-LAB 2382)  | Ländliches Wohnhaus/Bauernhof | KG: Pfitsch Bauparzelle: 10/1                    |
| BW   | Datei hochladen | Weber in Tulfer ID: 16503                                                              | 46° 54′ 18″ N, 11° 30′ 3″ O                                              | 28. Mai 1985 (BLR-LAB 2382)  | Ländliches Wohnhaus/Bauernhof | KG: Wiesen Bauparzelle: 204/1, 204/2             |
| ja   | Datei hochladen | Wiesenheim ID: 16483                                                                   | 46° 54′ 6″ N, 11° 27′ 8″ O                                               | 8. Mai 1950 (MD)             | Ländliches Wohnhaus/Bauernhof | KG: Wiesen Bauparzelle: 58                       |
| BW   | Datei hochladen | Wölfl in Flains ID: 16491                                                              | 46° 53′ 59″ N, 11° 26′ 29″ O                                             | 28. Mai 1985 (BLR-LAB 2382)  | Ländliches Wohnhaus/Bauernhof | KG: Wiesen Bauparzelle: 83                       |

Falls bei einem Baudenkmal keine Koordinaten bekannt sind, werden ersatzweise die Katasterdaten zum Zeitpunkt der Unterschutzstellung angegeben. Diese sind weder offiziell noch zwingend aktuell.
Die vom Landesdenkmalamt übernommenen Adressen können veraltet sein.
| Foto:   | Fotografie des Denkmals. Klicken des Fotos erzeugt eine vergrößerte Ansicht. Daneben finden sich zwei Symbole: |
| ID      | Identifikator beim Südtiroler Landesdenkmalamt                                                                 |
| KG      | Katastralgemeinde                                                                                              |
| MD      | Ministerialdekret                                                                                              |
| BLR-LAB | Beschluss der Landesregierung – Landesausschussbeschluss                                                       |